# Dampierre-au-Temple
Dampierre-au-Temple és un municipi francès, situat al departament del Marne i a la regió del Gran Est. L'any 2007 tenia 263 habitants.

## Demografia

### Població
El 2007 la població de fet de Dampierre-au-Temple era de 263 persones. Hi havia 87 famílies, de les quals 8 eren unipersonals (4 homes vivint sols i 4 dones vivint soles), 25 parelles sense fills, 50 parelles amb fills i 4 famílies monoparentals amb fills.
La població ha evolucionat segons el següent gràfic:
Habitants censats

### Habitatges
El 2007 hi havia 98 habitatges, 90 eren l'habitatge principal de la família, 3 eren segones residències i 4 estaven desocupats. Tots els 98 habitatges eren cases. Dels 90 habitatges principals, 84 estaven ocupats pels seus propietaris, 5 estaven llogats i ocupats pels llogaters i 1 estava cedit a títol gratuït; 20 tenien quatre cambres i 70 en tenien cinc o més. 84 habitatges disposaven pel capbaix d'una plaça de pàrquing. A 31 habitatges hi havia un automòbil i a 59 n'hi havia dos o més.

### Piràmide de població
La piràmide de població per edats i sexe el 2009 era:
| Homes | Edats   | Dones |
| ----- | ------- | ----- |
| 0     | 95 o +  | 0     |
| 0     | 90 a 94 | 4     |
| 4     | 85 a 89 | 4     |
| 4     | 80 a 84 | 0     |
| 0     | 75 a 79 | 0     |
| 4     | 70 a 74 | 4     |
| 4     | 65 a 69 | 0     |
| 12    | 60 a 64 | 12    |
| 0     | 55 a 59 | 4     |
| 4     | 50 a 54 | 0     |
| 20    | 45 a 49 | 8     |
| 12    | 40 a 44 | 16    |
| 0     | 35 a 39 | 4     |
| 12    | 30 a 34 | 4     |
| 8     | 25 a 29 | 4     |
| 8     | 20 a 24 | 4     |
| 8     | 15 a 19 | 8     |
| 12    | 10 a 14 | 12    |
| 4     | 5 a 9   | 0     |
| 4     | 0 a 4   | 4     |

## Economia
El 2007 la població en edat de treballar era de 174 persones, 133 eren actives i 41 eren inactives. De les 133 persones actives 119 estaven ocupades (59 homes i 60 dones) i 14 estaven aturades (8 homes i 6 dones). De les 41 persones inactives 3 estaven jubilades, 32 estaven estudiant i 6 estaven classificades com a «altres inactius».

### Ingressos
El 2009 a Dampierre-au-Temple hi havia 96 unitats fiscals que integraven 278 persones, la mediana anual d'ingressos fiscals per persona era de 20.879 €.

### Activitats econòmiques
Dels 7 establiments que hi havia el 2007, 1 era d'una empresa de fabricació de material elèctric, 2 d'empreses de construcció, 1 d'una empresa de transport, 2 d'empreses de serveis i 1 d'una empresa classificada com a «altres activitats de serveis».
L'únic servei als particulars que hi havia el 2009 era un paleta.
L'any 2000 a Dampierre-au-Temple hi havia 11 explotacions agrícoles que ocupaven un total de 726 hectàrees.

## Poblacions més properes
El següent diagrama mostra les poblacions més properes.